# Бульвар Николая Руденко (станция скоростного трамвая)
«Бульвар Николая Руденко» (до 1981 года — «Улица Ромена Роллана», до 2024 года — «Бульвар Кольцова») — станция Правобережной линии Киевского скоростного трамвая, расположенная между станциями «Улица Василия Доманицкого» и «Улица Зодчих». Открытая в 1977 году, как остановка на нескоростной части. Расположена на одноименной улице. За станцией начинается нескоростная часть маршрута № 1 на Михайловскую Борщаговку. Сооружение станции началось осенью 2019 года, сама остановка была перенесена. Окончание строительства планировалось до конца года, но сроки были смещены. Уже возведены две береговые платформы, над ними будут обустроены навесы, а рядом турникеты. Переход через пути и улицу наземный. Вестибюль отсутствует.